# Autostrada A11 (Belgio)
L'Autostrada A11 belga parte da Anversa, fino ad arrivare a Zelzate ed è lunga 40 km.

## Percorso
|      |                                             |        |                |  |  |
| Tipo | Indicazione                                 | Uscita | Strada europea |  |  |
|      | Sint-Anna Linkeroever                       | 7      |                |  |  |
|      | Waaslandhaven-Oost (solo carreggiata ovest) | 8      |                |  |  |
|      | Melsele                                     | 9      |                |  |  |
|      | Barriera Beveren                            |        |                |  |  |
|      | Vrasene                                     | 10     |                |  |  |
|      | Kemzeke                                     | 11     |                |  |  |
|      | Moerbeke                                    | 12     |                |  |  |
|      | Zelzate-Oost                                | 13     |                |  |  |
|      | Zelzate-West                                | 14     |                |  |  |